# Nickelodeon Kids’ Choice Awards 1999

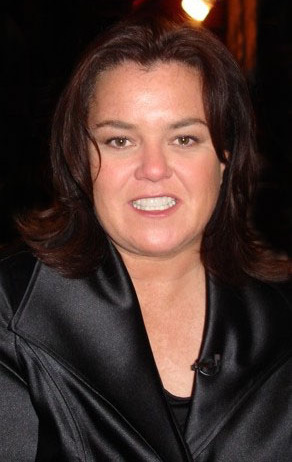
Moderatorin Rosie O’Donnell (2006)

Die Nickelodeon Kids’ Choice Awards 1999 (KCA) fanden am 1. Mai 1999 im Pauley Pavilion auf dem Gelände der University of California in Los Angeles statt. Es war die 12. US-amerikanische Preisverleihung der Blimps. Dies sind orangefarbene, zeppelinförmige Trophäen mit dem Logo des Senders Nickelodeon, die in 17 Kategorien vergeben wurden. Darüber hinaus erhielt der Schauspieler Jonathan Taylor Thomas den goldenen Hall of Fame Award. Moderatorin der Verleihung war Rosie O’Donnell, die diese Aufgabe damit zum dritten Mal in Folge übernahm, nachdem sie bereits 1996 Whitney Houston in Einspielern assistierte.

## Live-Auftritte
Britney Spears sang ihren Titel … Baby One More Time, *NSYNC präsentierten ein Medley ihrer Songs Here We Go, I Want You Back und Tearin’ Up My Heart, und TLC traten mit dem Lied No Scrubs auf.

## Schleimduschen
Zur Belustigung erhalten jedes Jahr einige Prominente eine grüne Schleimdusche, was der Sender Nickelodeon als höchste Würdigung versteht. Im Jahr 1999 waren die Sängerin Chilli sowie die Wrestler Randy Savage und Stephanie Bellars an der Reihe.

## Kategorien
In 17 Kategorien konnte im Vorfeld online, per Telefon und auf dem Postweg abgestimmt werden. Zudem konnten Stimmzettel in den Filialen der Schnellrestaurantkette Burger King, die Werbepartner der Verleihung war, ausgefüllt werden. Nicht zur Abstimmung stand der goldene Hall of Fame Award, der Jonathan Taylor Thomas verliehen wurde. Dieser Preis wurde von 1991 bis 2000 einer prominenten Person verliehen, die berühmter als jede andere sei.
Die Gewinner sind fett angegeben.

### Fernsehen
| - All That - Buffy – Im Bann der Dämonen - Das Leben und Ich - Eine himmlische Familie - Rugrats - CatDog - Die Simpsons - Men in Black: Die Serie | - Mary-Kate und Ashley Olsen – Ein Zwilling kommt selten allein - Jennifer Aniston – Friends - Melissa Joan Hart – Sabrina – Total Verhext! - Sarah Michelle Gellar – Buffy – Im Bann der Dämonen - Kel Mitchell – All That - Drew Carey – Drew Carey Show - Jonathan Taylor Thomas – Hör mal, wer da hämmert - Tim Allen – Hör mal, wer da hämmert |

### Film
| - Rugrats – Der Film - Das große Krabbeln - Dr. Dolittle - Waterboy – Der Typ mit dem Wasserschaden - Drew Barrymore – Eine Hochzeit zum Verlieben - Julia Roberts – Seite an Seite - Meg Ryan – e-m@il für Dich - Spice Girls – Spiceworld – Der Film | - Adam Sandler – Waterboy – Der Typ mit dem Wasserschaden - Chris Tucker – Rush Hour - Eddie Murphy – Dr. Dolittle - Jim Carrey – Die Truman Show |

### Musik
| - *NSYNC - Backstreet Boys - Spice Girls - TLC - Everybody (Backstreet’s Back) – Backstreet Boys - Are You That Somebody? – Aaliyah - Gettin’ Jiggy wit It – Will Smith - Miami – Will Smith | - Will Smith - Aaliyah - Brandy - Usher |

### Sport
| - Tara Lipinski - Cynthia Cooper - Dominique Moceanu - Kristi Yamaguchi - Michael Jordan - Mark McGwire - Shaquille O’Neal - Tiger Woods | - Chicago Bulls - Dallas Cowboys - Denver Broncos - New York Yankees |

### Andere
| - Super Mario 64 - Crash Bandicoot - The Legend of Zelda: Ocarina of Time - Yoshi’s Story - Hühnersuppe für die Seele – Chicken Soup for the Soul – u. a. Jack Canfield - Animorphs: Die Entdeckung (Band 20) – Animorphs: The Discovery – Katherine Alice Applegate - Godzilla – Marc Cerasini - Titanic Crossing – Barbara Williams | - Salem Saberhagen – Sabrina – Total Verhext! - Air Buddy – Air Bud 2 – Golden Receiver - Schweinchen Babe – Schweinchen Babe in der großen Stadt - Wishbone – Wishbone (Fernsehserie) - Kyla Pratt - Kerry Wood - Leon Frierson (All That) - Natalie Imbruglia |

#### Hall of Fame Award
- Jonathan Taylor Thomas